# Ейва Винсънт
Ейва Винсънт (на английски: Ava Vincent) е американска порнографска актриса, родена на 29 септември 1975 г. в американския град Плейсървил.
Завършва образование по театрални изкуства в колежа „Сан Хоакин Делта“ в град Стоктън. В същия град работи като мениджър в книжарница за възрастни, наречена „Сузи“.
Дебютира като актриса в порнографската индустрия през 1998 г., когато е на 23-годишна възраст. През 2001 г. е избрана за Пентхаус любимка за месец август.

## Награди и номинации
Носителка на награди
- 2002: AVN награда за най-добра сцена с групов секс (видео) – „Сукубус“ (с Бриджит Керков, Никита Денис, Тревър).[6][7]
- 2002: AVN награда за най-добра поддържаща актриса (видео) – „Сукубус“.[6][7]
- 2003: AVN награда за най-добра секс сцена с двойка (филм) – „Вампирите“ (с Джоел Лоурънс).[8]

Номинации за награди
- 2001: Номинация за AVN награда за изпълнителка на годината.[9]
- 2001: Номинация за AVN награда за най-добра актриса (филм) – „Вампирите“.[9]
- 2002: Номинация за AVN награда за изпълнителка на годината.[10]
- 2002: Номинация за AVN награда за най-добра актриса (филм) – „Подземен свят“.[10]
- 2002: Номинация за AVN награда за най-добра секс сцена само с момичета – „Звяр“ (с Джесика Дрейк).[10]
- 2004: Номинация за AVN награда за най-добра поддържаща актриса (филм).[11]

Други признания и отличия
- 2001: Пентхаус любимка за месец август.[5]